# Dixon Park
Dixon Park – stadion piłkarski w Ballyclare, w Irlandii Północnej. Obiekt może pomieścić 3000 widzów. Swoje spotkania rozgrywają na nim piłkarze klubu Ballyclare Comrades FC.